# یژوف سودتسکی
یژوف سودتسکی (به لاتین: Jeżów Sudecki) یک روستا در لهستان است که در گمینا یژوف سودتسکی واقع شده‌است. یژوف سودتسکی ۱٬۸۰۰ نفر جمعیت دارد.